# Wolbórz
Wolbórz – miasto w centralnej Polsce, położone w województwie łódzkim, w powiecie piotrkowskim, w gminie Wolbórz. Miejscowość jest siedzibą gminy Wolbórz. Do 1953 roku miejscowość była siedzibą gminy Bogusławice. W latach 1273–1795 miasto biskupów włocławskich w powiecie piotrkowskim województwa sieradzkiego w końcu XVI wieku.
Według danych GUS z 31 grudnia 2019 r. Wolbórz zamieszkiwało 2328 osób.

## Położenie
Miejscowość położona jest w rozwidleniu rzek Wolbórki i Moszczanki, przy drodze ekspresowej S8 z Warszawy do Katowic i Wrocławia, pomiędzy Tomaszowem Mazowieckim a Piotrkowem Trybunalskim.
Wolbórz leży w historycznej ziemi sieradzkiej. W latach 1975–1998 miejscowość należała administracyjnie do województwa piotrkowskiego.

## Historia

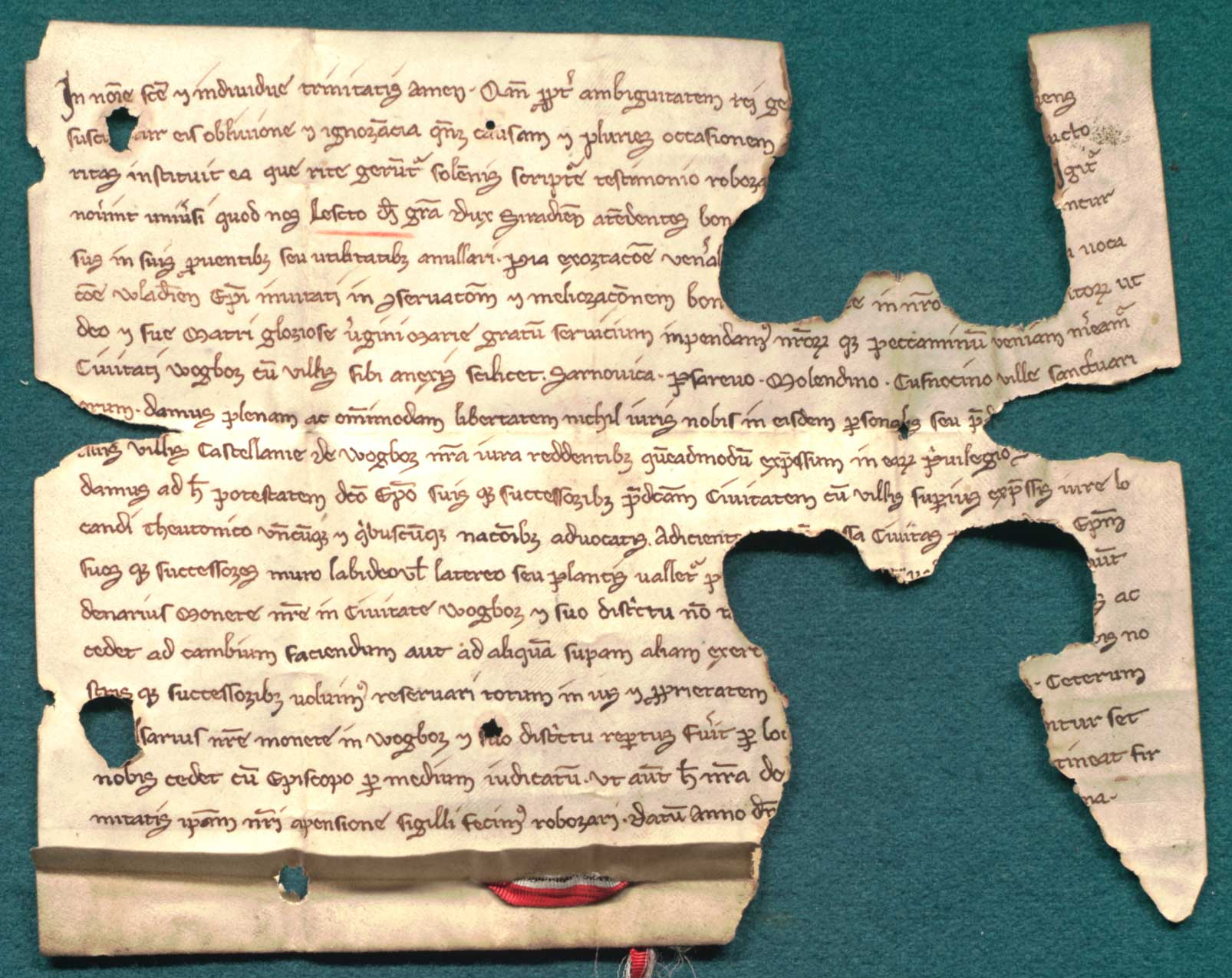
Leszek Czarny wystawia przywilej na lokację na prawie niemieckim m. Wolborza i wsi w jego okręgu, 1273 r.

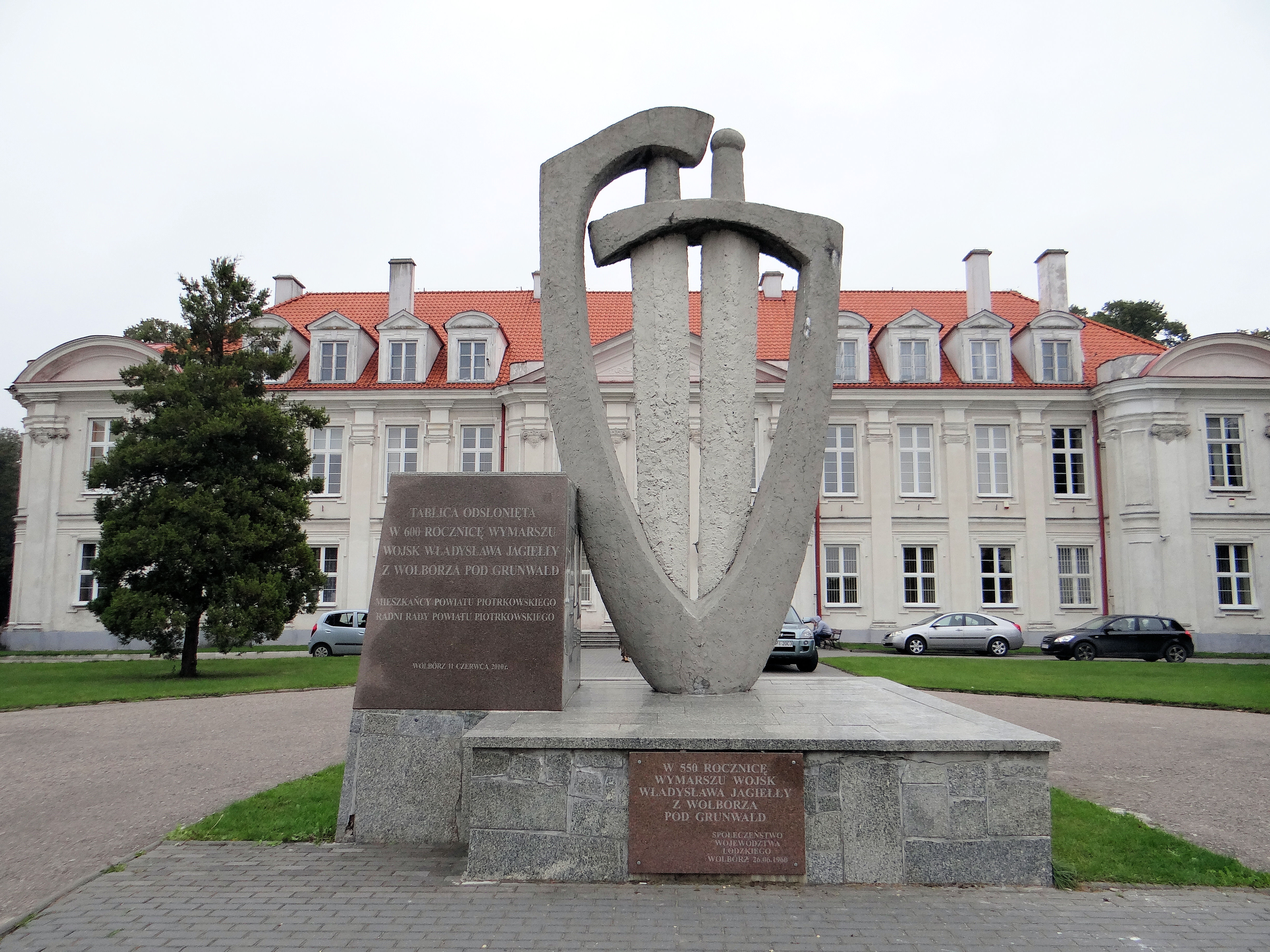
Monument upamiętniający wymarsz wojsk Władysława Jagiełły pod Grunwald przed Pałacem Biskupów Kujawskich

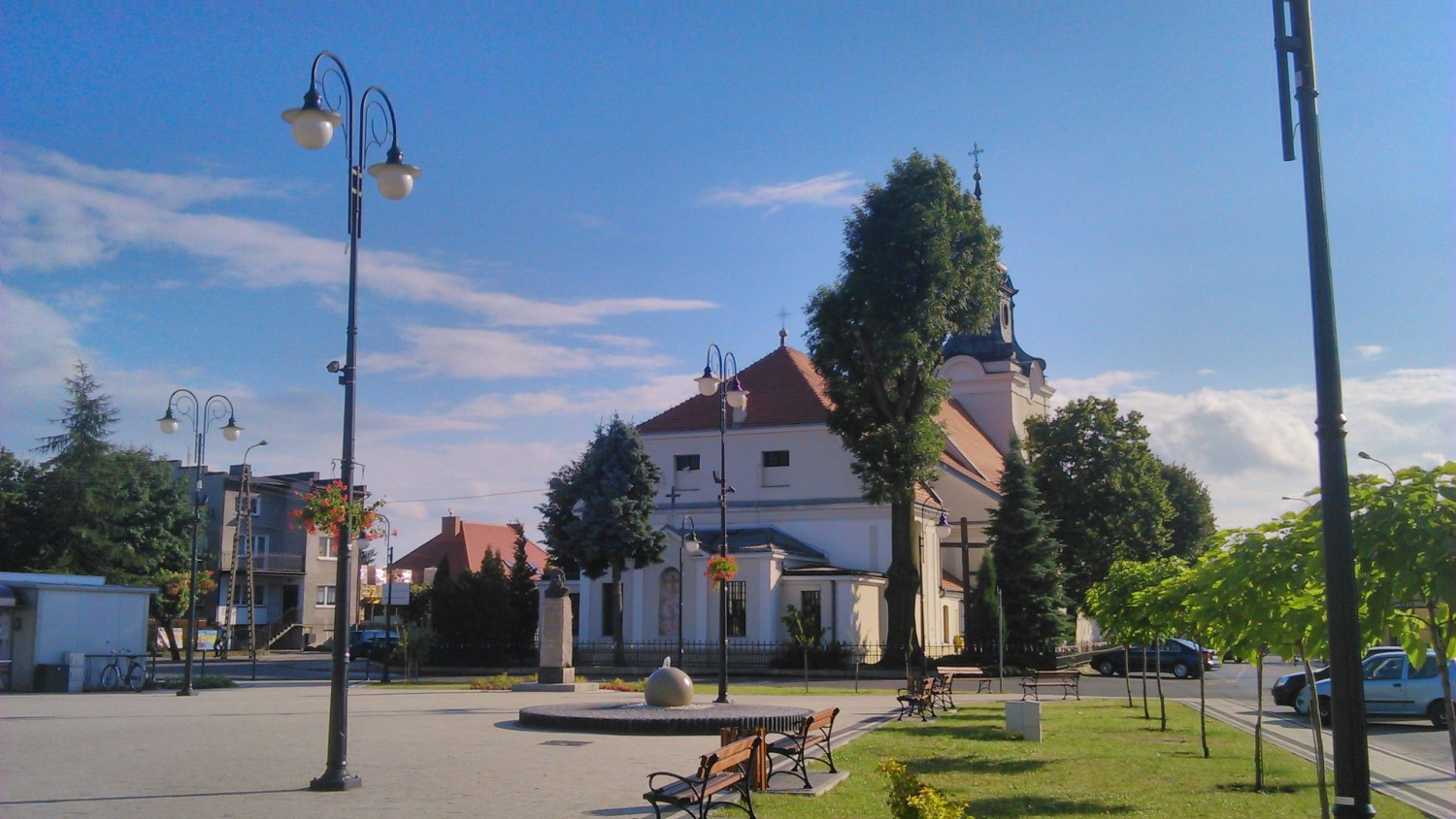
Plac im. Władysława Jagiełły w centrum miasta

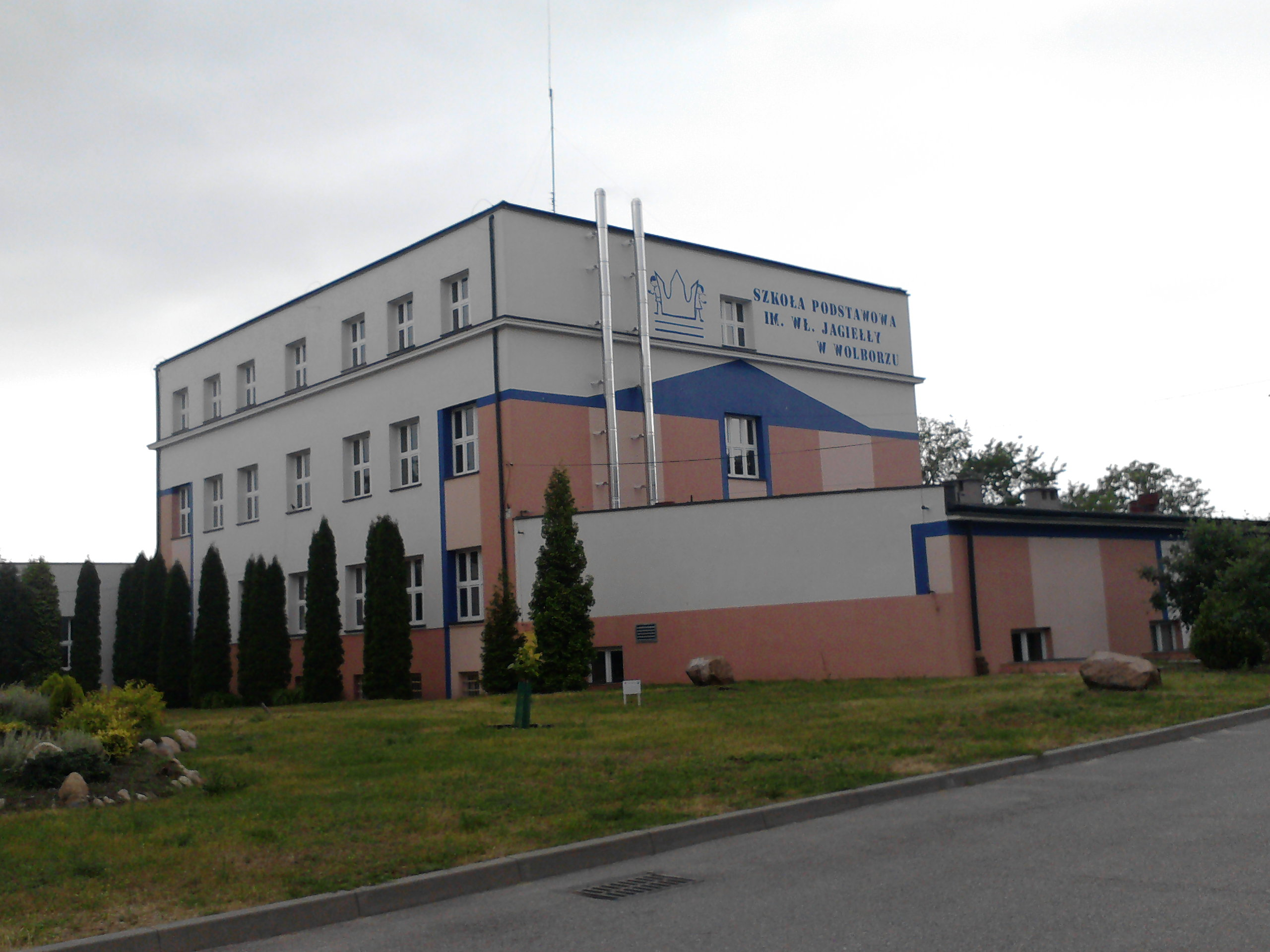
Szkoła podstawowa im. Władysława Jagiełły

Prace wykopaliskowe pokazują, że na terenie dzisiejszego Wolborza osadnictwo istniało już 4 tysiące lat temu. Pierwsza udokumentowana wzmianka o Wolborzu pojawiła się w falsyfikacie mogileńskim antydatowanym na 1065 r. Wolbórz był wtedy centrum opola, a później został przekształcony w kasztelanię.
Wolbórz był miastem rezydencjonalnym biskupów włocławskich. W XIII w. był już znaczącą osadą, co potwierdziło uzyskanie praw miejskich (na prawie średzkim) w 1273 r. (16 lat po Krakowie) z nadania Leszka Czarnego. Lokacja została potwierdzona w 1357 r. (tym razem na prawie magdeburskim), a miasto stało się centrum okolicy. Miasto miało komorę celną i własne władze samorządowe. Rozwijał się handel, rzemiosło i oświata. Wolborzanie jeździli do Krakowa, by kształcić się w tamtejszej Akademii lub korzystali z jej filii zorganizowanej w Wolborzu. Pracowało w niej siedmiu profesorów. Miała prawo nadawania stopni naukowych bakałarza filozofii i nauk wyzwolonych.
9 września 1409 r. Władysław Jagiełło wydał w Wolborzu odezwę skierowaną do duchowieństwa, panów świeckich i książąt chrześcijańskich, przedstawiającą 29 artykułów obwiniających zakon krzyżacki. Miasto było również miejscem koncentracji dla rycerstwa z Małopolski i wschodnich ziem Korony zarówno przed bitwą pod Grunwaldem, jak i przed kolejnymi wyprawami króla Jagiełły przeciwko Krzyżakom.
Wiek XV i XVI to dalszy rozwój Wolborza, głównie gospodarczy. Miasto posiadało około 100 warsztatów sukienniczych, liczne warsztaty piwowarskie, rozwijały się inne cechy, zbudowano 6 młynów. Okręg powiększył się terytorialnie o kilka wsi, którym przyznawano prawa lokacyjne.
W 1521 r. Wolbórz posiadał 5 kościołów:
- kościół farny św. Mikołaja
- kościół św. Krzyża
- kościół szpitalny św. Leonarda nad Wolbórką (szpital istniał w mieście od 1446 r.)
- kościoły św. Trójcy i św. Ducha (przy obu istniały szpitale)

W późniejszym czasie wybudowano jeszcze kościół św. Anny. Wszystkie świątynie, oprócz kościoła farnego, były małe i drewniane – niektóre dokumenty nazywają je kaplicami.
W 1536 i 1548 r. miasto było niszczone przez pożary. Jego odbudowę ułatwiły zwolnienia z podatków dotyczące zarówno miasta, jak i jego mieszkańców, a także zapomogi przekazywane przez lenników królewskich (m.in. księcia pruskiego Albrechta). W 1538 r. kościół św. Mikołaja stał się prepozyturą, a później (w 1544) kolegiatą.
W latach 1553–1569 wójtem Wolborza był wybitny polski pisarz polityczny okresu renesansu i sekretarz króla Zygmunta I Starego (w latach 1547–1553) – Andrzej Frycz Modrzewski.
Po II rozbiorze Wolbórz znalazł się w granicach Królestwa Pruskiego, w którym pozostawał aż do 1807, kiedy to znalazł się w Księstwie Warszawskim. Gdy kongres wiedeński w 1815 zdecydował o powstaniu Królestwa Kongresowego, Wolbórz znalazł się w jego granicach.
W 1819 r. zaborczy rząd carski, żeby ukarać wolborzan za ich patriotyzm, odebrał świątyni św. Mikołaja tytuł kolegiaty, który odzyskała dopiero w 2008 r.
Mieszkańcy Wolborza brali czynny udział w powstaniu styczniowym, za co karą była utrata praw miejskich. Miasto objął ukaz carski z 30 maja 1870 zmniejszający liczbę miast w guberniach Kraju Priwiślańskiego. Ukaz działał wstecz i odbierał prawa z dniem 23 stycznia przyłączając jednocześnie Wolbórz do gminy Bogusławice.
We wrześniu 1939 walki z wojskami hitlerowskimi znane jako bitwa pod Piotrkowem Trybunalskim.
Podczas okupacji niemieckiej podczas II wojny światowej Niemcy mordowali Polaków, a także wywieźli do łódzkiego getta wszystkich miejscowych Żydów.
W dniu 1 stycznia 2011 r., po 140 latach, Wolbórz odzyskał prawa miejskie.

## Demografia

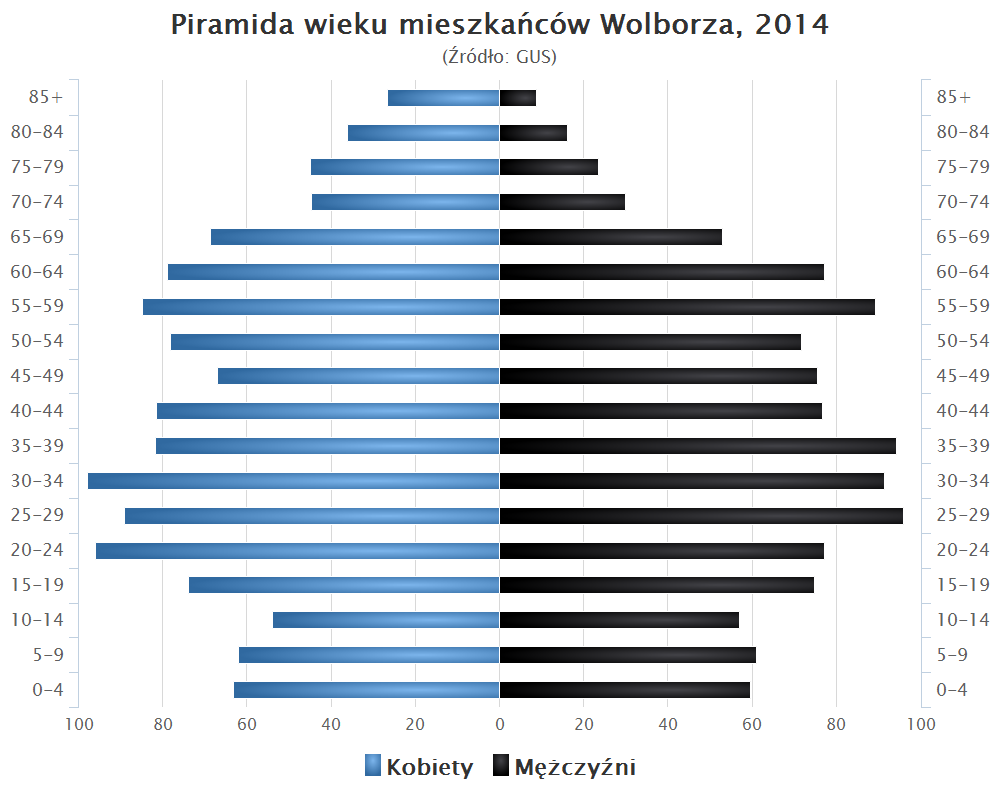
Piramida wieku mieszkańców Wolborza w 2014 roku

## Zabytki

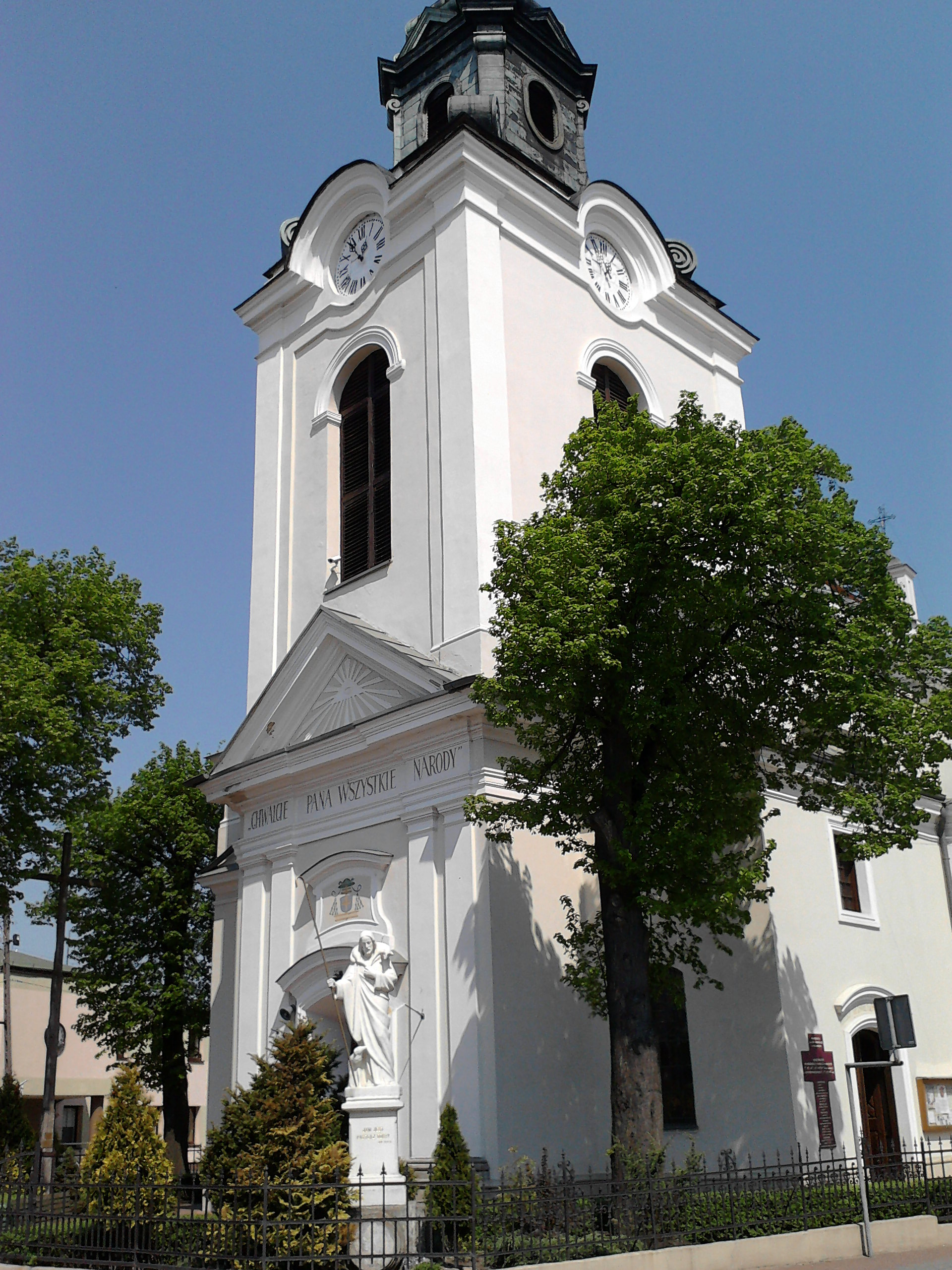
Kolegiata św. Mikołaja w Wolborzu

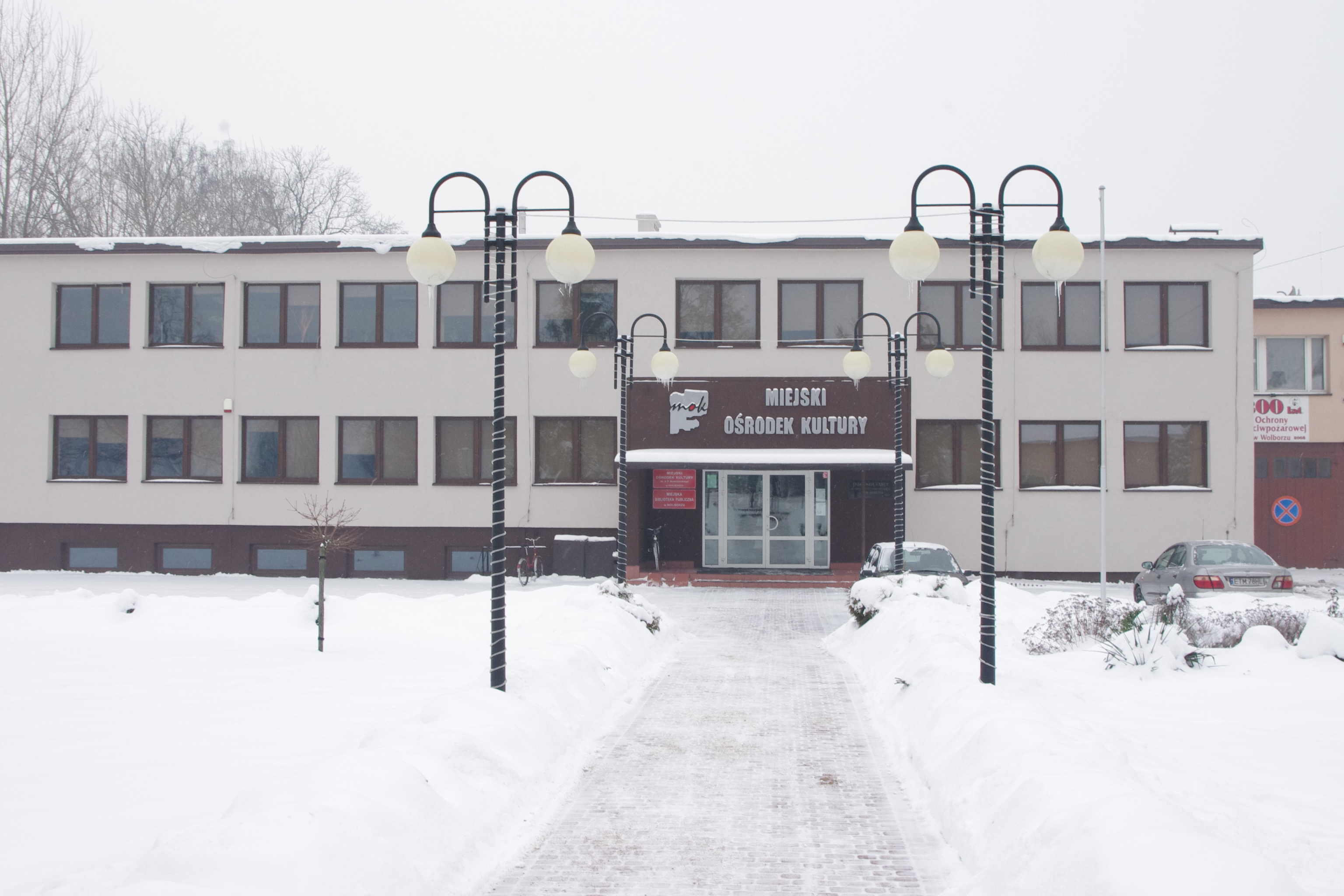
Miejski Ośrodek Kultury im. Andrzeja Frycza Modrzewskiego

- zespół parkowo-pałacowy biskupów kujawskich
- kolegiata pod wezwaniem świętego Mikołaja, w pierwotnej, drewnianej, formie; jej budowę ukończono w 1148 r.
- bożnica z drugiej połowy XIX wieku – po wojnie użytkowana jako łaźnia, obecnie służąca od wielu lat jako dom mieszkalny, zatraciła niemal wszystkie cechy stylowe.
- cmentarz żydowski w Wolborzu – relikty kirkutu.
- cmentarz parafialny (rzymskokatolicki)
- kaplica św. Rocha z 1915 r.
- kaplica cmentarna św. Anny (koniec XIX wieku)
- kamieniczki w rynku (XIX wiek)
- relikty murowanego zamku biskupiego z XIV wieku, spalonego w 1766 roku, obecnie przykryte ziemią (prace archeologiczne prowadzone w 1972 roku pod kier. M. Gąsiora) – dostęp do nich utrudniony jest ze względu na położenie (obszar dawnego zamku oraz zamkowych ogrodów znajduje się na terenie kilku działek należących do różnych właścicieli); nieistniejący już zamek stanowił siedzibę biskupów kujawskich przed wybudowaniem przez nich nowego pałacu, istniejącego do dzisiaj

Interesujące jest zabytkowe i nieczęsto spotykane założenie urbanistyczne starej części Wolborza – w formie tak zwanej owalnicy umiejscowionej w widłach dwóch rzek, Moszczanki i Wolbórki, między którymi położona jest najstarsza część Wolborza.

## Placówki o charakterze muzealnym
- Pożarnicze Centrum Historyczno-Edukacyjne Ziemi Łódzkiej
- Izba Tradycji Zespołu Szkół im. A.F. Modrzewskiego

## Sport
- Szczerbiec Wolbórz – założone w 1921 roku Towarzystwo Sportowe Szczerbiec Wolbórz
- LUMKS Wolbórz Ludowy Uczniowski Międzyszkolny Klub Sportowy w Wolborzu